# Raoul Bova
Raoul Bova (n. 14 august 1971, Roma, Italia) este un actor italian.

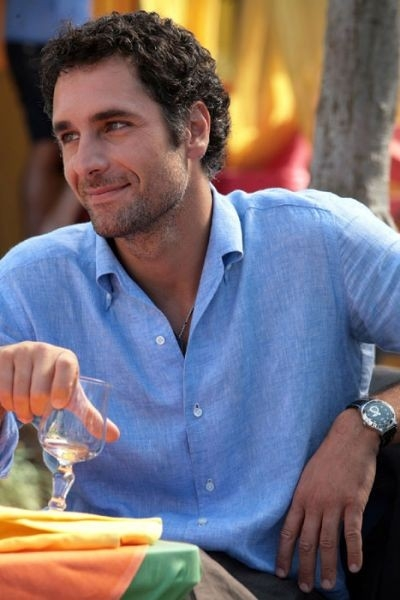
Raoul Bova

Tatăl său este din localitatea Rocella Jonica (Calabria), iar mama lui are origini campane (Campania) din localitatea Acerra.
Fiu al unui  salariat angajat la Alitalia și al unei casnice a crescut într-o familie liniștită. După ce termină liceul la Institutul Magistral se înscrie la ISEF, dar abandonează  studiile. Între timp își începe cariera sportivă: la 16 ani devine campion de înot al Italiei. Se înscrie la cursuri de recitare în cadrul școlii "Beatrice Braco" din Roma, dar le abandonează în curând, pentru a face primii pași pe scenă. Prima experiență cinematografică are loc în 1983, cu "A început totul din întâmplare" de Umberto Marino. Primul succes real se verifică în 1993, cu "Mica mare dragoste" de Carlo Vanzina, în care interpretează maestrul de surf ce cucerește o frumoasă principesă străină.
Are trei copii, doi băieți și o fată, respectiv Alessandro Leon, Francesco si Luna.

## Filmografie
- Karol, omul care a devenit Papă
- Mutande pazze  1992
- Quando eravamo repressi 1992
- Comincio tutto per caso 1993
- Piccolo grande amore 1993 (romance)
- Palermo Milano solo andata 1995 ( despre Mafie )
- Ninfa plebea 1996
- La frontiera 1996
- La lupa 1996 (Lupoaica)
- Il sindaco 1997 ( Primarul)
- Coppia omicida 1998
- Rewind 1998
- Terra bruciata 1999
- I cavalieri che fecero l impresa 2001
- Il quarto re (Al patrulea mag)
- Avenging Angelo 2002 (actiune)
- La finestra di fronte 2003 (Fereastra din fata)
- Under the Tuscan sun 2003 (romance)
- Alien vs. Predator 2004(actiune)
- Stasera lo faccio 2005
- La fiamma sul ghiaccio 2006 (Flacara pe gheata)
- Io l altro 2007 (Eu, celalalt)
- Milano Palermo , il ritorno  2007 (Milano Palermo , intoarcerea)
- Scusa, ma ti chiamo amore 2008 (Iarta ma , dar iti spun iubire) (romance/comedie)
- Aspettando il sole 2008 (Asteptand soarele)
- Ti stramo 2008
- Sbirri 2009
- Baaria 2009
- La bella societa 2010 (Lumea buna)
- Scusa ma ti voglio sposare 2010 (Iarta ma, dar vreau sa ma casatoresc cu tine) (comedie/romance)
- La nostra vita  2010 (Viata noastra)
- Ti presento un amico 2010 (Iti prezint un prieten)
- Immaturi 2011 (comedie)
- Francesco (viata sfantului San Francesco d  Assisi)
- Nessuno mi puo giudicare 2011 (Nimeni nu ma poate judeca) (comedie)
- Immaturi , il viaggio 2012 (Imaturi, calatoria) (comedie)
- Viva l Italia 2012 (Traiasca Italia) (comedie)
- Buongiorno papa 2013 (Buna ziua, tata) (comedie)
- Indovina chi viene a Natale 2013 (Ghici cine vine de Craciun?) (comedie)
- Angeli, una storie d amore (romance)
- Fratelli unici 2014 (Frati unici)
- Scusate se esisto 2014 (Sunt si eu aici) (comedie)
- Sei mai stata sulla Luna? 2015 (Ai fost vreodata pe Luna?)
- La scelta 2015 (Alegerea)
- Torno indietro e cambio vita 2015 (comedie)
- All roads lead to Rome 2016 (comedie)

## Premii
- 2009 premiul Nastro d argento speciale pentru rolul din filmul Sbirri
- 2006 premiul Globul de aur european
- 2007 premiul Globul de aur european pentru cel mai bun actor pentru rolul său din filmul Io l altro
- 2011 premiul Globul de aur european cel mai bun actor pentru rolul său din Nessuno mi puo giudecare (Nimeni nu mă poate judeca)
- 2008 premiul Telegatto pentru cel mai bun actor